# 090208
090208 ist eine Split-EP der Post-Rock-Bands Long Distance Calling und Leech. Sie erschien am 26. September 2008 über Viva Hate Records.

## Entstehung und Hintergrund
Die beiden Bands lernten sich am 9. Februar 2008 kennen, als Long Distance Calling bei einem Konzert in der Schweizer Stadt Luzern als Vorgruppe von Leech spielten. Kurze Zeit später wurden Leech von Viva Hate Records unter Vertrag genommen und die Idee einer gemeinsamen Split-Veröffentlichung entstand. Der Titel der Split-EP bezieht sich auf das Datum des Konzerts in Luzern.
Long Distance Calling wollten zunächst zwei neue Lieder für 090208 schrieben, entschieden sich aber später, die zwei Lieder des Demos DMNSTRN, die nicht für das Album Satellite Bay verwendet wurden, zu überarbeiten. Das Zwischenstück Intermission wurde vom Reimut van Bonn (Long Distance Calling) komponiert. Leech steuerten das exklusiv für die EP geschriebene Lied Oktober sowie das Lied Inspiral vom Album The Stolen View bei.

## Titelliste
1. Metulsky Curse Revisited – 7:27
2. Red Bird Vs. Black Bug – 5:48
3. Intermission – 0:51
4. Oktober – 6:36
5. Inspiral – 13:09

## Rezeption
Für Marius Mutz vom Onlinemagazin Metal1.info bietet die EP „vier Knaller-Songs, die sich rauf und runter hören lassen, ohne irgendwann weniger spannend zu werden“, riet aber primär „zu den aktuellen Alben beider Bands, die quantitativ doch deutlich ergiebiger sind“. Alexander Eitner vom Onlinemagazin Metalnews.de bezeichnete 090208 als „eine interessante und gelungene Idee, zwei Bands mit einer ähnlichen Denkweise auf einer gemeinsamen Veröffentlichung zusammenfinden zu lassen“ und vergab sechs von sieben Punkten. Laut Thomas Kohlruß von den Babyblauen Seiten bietet 090208 „über 30 Minuten hervorragenden melodisch-epischen Postrock zweier hoffnungsvoller Genre-Protagonisten“ und vergab zehn von 15 Punkten.